# Zhoubi suanjing

Diagramm zum Satz des Pythagoras (勾股定理 (Gōugǔ dìnglǐ))

Das Zhōubì suànjīng (chinesisch 周髀算經 / 周髀算经, W.-G. Chou-pi suan-ching – „Arithmetischer Klassiker des Zhou-Gnomons“, kurz: 周髀,  Zhōubì – „Zhou-Gnomon“) ist einer der ältesten und berühmtesten antiken chinesischen mathematischen Texte, dessen Wurzeln zurück bis zur Westlichen Zhou-Dynastie (11. Jahrhundert v. Chr. bis 771 v. Chr.) reichen sollen. Es ist eines der ältesten Bücher aus der Reihe der „Zehn mathematischen Klassiker“ (Suanjing shi shu).

## Inhalt
Das Buch wurde ungefähr um 100 v. Chr. in der Zeit der frühen Han-Dynastie (206 v. Chr. bis 9 n. Chr.) erstmals verfasst und enthält alles Wichtige der historischen chinesischen Astronomie. Es behandelt auf der Grundlage von Beobachtungen und der Mathematik kosmologische Spekulationen zur Größe des Universums und es wird angegeben, wie sich mit einem Gnomon die Positionen von Himmelskörpern bestimmen lassen. In einem dargestellten Gespräch des Herzogs von Zhou (周公旦) mit seinem Minister Shang Gao wird erklärt, wie ein Gnomon angewendet werden kann. Der „Zhou-Gnomon“ enthält zudem Berechnungen zur Bewegung von Himmelskörpern und die so genannte „Hypotenusen-Figur“ (Xian-tu), die am Beispiel des rechtwinkligen Dreiecks (Gougu) mit den Seiten 3, 4 und 5 einen Beweis des Satzes des Pythagoras (Gougu-Theorem) veranschaulicht.
Der Kommentar von Zhao Shuang aus dem vielleicht 3. Jahrhundert n. Chr. enthält außerdem eine Liste von 15 Formeln für rechtwinklige Dreiecke. Weitere Kommentare schrieben Zhen Luan (6. Jahrhundert n. Chr.) und Li Chunfeng (602–670 n. Chr.).

## Chinesische Ausgaben und Textkritik
- fotografische Reproduktion eines Holzplattendrucks der Ming-Zeit in der Sammlung Sibu congkan (四部丛刊)
- (Qing) Feng Jing 冯经: Zhoubi suanjing shu (周髀算经述) (Lingnan yishu disiji 岭南遗书第四集)
- (Qing) Gu Guanguang (顾观光): Zhoubi suanjing jiaokan ji (周髀算经校勘记) (Wuling shanren yishu 武陵山人遗书)
- Qian Baozong: